# École supérieure d'art et de design de Reims
Pour les articles homonymes, voir École des beaux-arts et École supérieure d'art.
 (février 2015).
Si vous disposez d'ouvrages ou d'articles de référence ou si vous connaissez des sites web de qualité traitant du thème abordé ici, merci de compléter l'article en donnant les références utiles à sa vérifiabilité et en les liant à la section « Notes et références ».

Sa cour intétieure.

L'École supérieure d'art et de design de Reims (ESAD) est une école publique française d'art et design.
C'est un établissement public de coopération culturelle (EPCC) depuis le 1er janvier 2011 et l’une des 46 écoles supérieures d’art placées sous la tutelle pédagogique du Ministère de la Culture.
Ses diplômes sont validés par le ministère de l'Enseignement supérieur et de la Recherche.
Elle accueille 210 étudiants, répartis en quatre filières : « art », « design objet & espace », « design graphique & numérique » et « design & culinaire ». L'école a fait sa réputation sur deux spécialités : le design végétal et le design culinaire, enseignées depuis plus de 15 ans.
Elle délivre des diplômes nationaux : le Diplôme National d'Arts (DNA) à l’issue de trois ans d’études et le Diplôme National Supérieur d’Expression Plastique à l’issue de cinq ans. Ce diplôme délivre le grade de Master depuis juin 2012. De plus, elle propose une offre variée de Formations Continue dont une Formation Supérieure en Design Culinaire et de Pratiques Artistiques Amateurs.

## Historique
L'École des Beaux-arts de Reims est créée en 1748, sous l'impulsion de Jean-Louis Levesque de Pouilly pour « éclairer l'industrie ». Installée dans une aile de l'Hôtel de Ville actuel, les élèves étudient au milieu d'œuvres de Cranach, Dürer, Lebrun, Poussin, Rubens... provenant de la collection personnelle de son directeur : Antoine Ferrand de Monthelon, qui sera versée au musée des Beaux-arts de la Ville, créé en 1794. Rebaptisée École Supérieure d'Art et de Design en 1992, l'établissement actuel, situé au 12 rue Libergier, relève de cette filiation et accorde toujours la même importance à la relation de l'Art avec son environnement social et économique.
Depuis le 1er janvier 2011, l'école est un Établissement Public de Coopération Culturelle (EPCC). Ses membres fondateurs sont la Ville de Reims, l'État, la Région Champagne-Ardenne et l'Université de Reims Champagne-Ardenne (URCA) auxquels s'est ajouté Reims Métropole en 2013.
Cette mutation s'est accompagnée d'un développement pédagogique important avec la Formation Supérieure en Design Culinaire et l'ouverture d'une pépinière d'entreprises art et design en octobre 2011.

## Relations Internationales
L’ESAD offre à ses étudiants de 4e année la possibilité d’accomplir des séjours d’études dans l’une de ses écoles et universités partenaires. Pour ce faire, l’ESAD prend part notamment au programme européen Erasmus et bénéficie d’accords bilatéraux avec des établissements d’enseignement supérieur de vingt-sept pays différents 
De plus, l’ESAD propose de nombreux stages à l’étranger, des workshops et des voyages pédagogiques (Mongolie, Tunisie, Inde…) et une présence lors d’exposition et de conférence hors des frontières françaises (Salon de Milan, partenariat avec l’Institut Français pour les formations en Design Culinaire…

## Partenariats et réseau
L’ESAD de Reims bénéficie et entretient de nombreux partenariats :
- Partenariats culturels : FRAC Champagne-Ardenne, Musée des beaux-arts de Reims, la Comédie de Reims, Manège de Reims, Césaré.
- Partenariats institutionnels : Ministère de la Culture et de la Communication, DRAC Grand Est, Conseil Régional du Grand Est, Communauté Urbaine du Grand Reims …

En plus de ces partenariats culturels et institutionnels, l’ESAD développe des partenariats avec des entreprises privées à travers des expositions, des workshops ou des concours (Campa, Orange LAB, Boncolac, Effort Rémois, Jelly Belly, FAB 21…)
L'ESAD est également adhérente au réseau national ANdEA (Association Nationale des Écoles supérieures d'Art), à l'association Art Accord France et au réseau international de l'enseignement du design Cumulus.
Elle est membre fondateur de la ComUE Université de Champagne et de la future structure Fédératrice de Recherche consacrée aux sciences humaines et sociales dans le même périmètre.

## Admission à l’ESAD

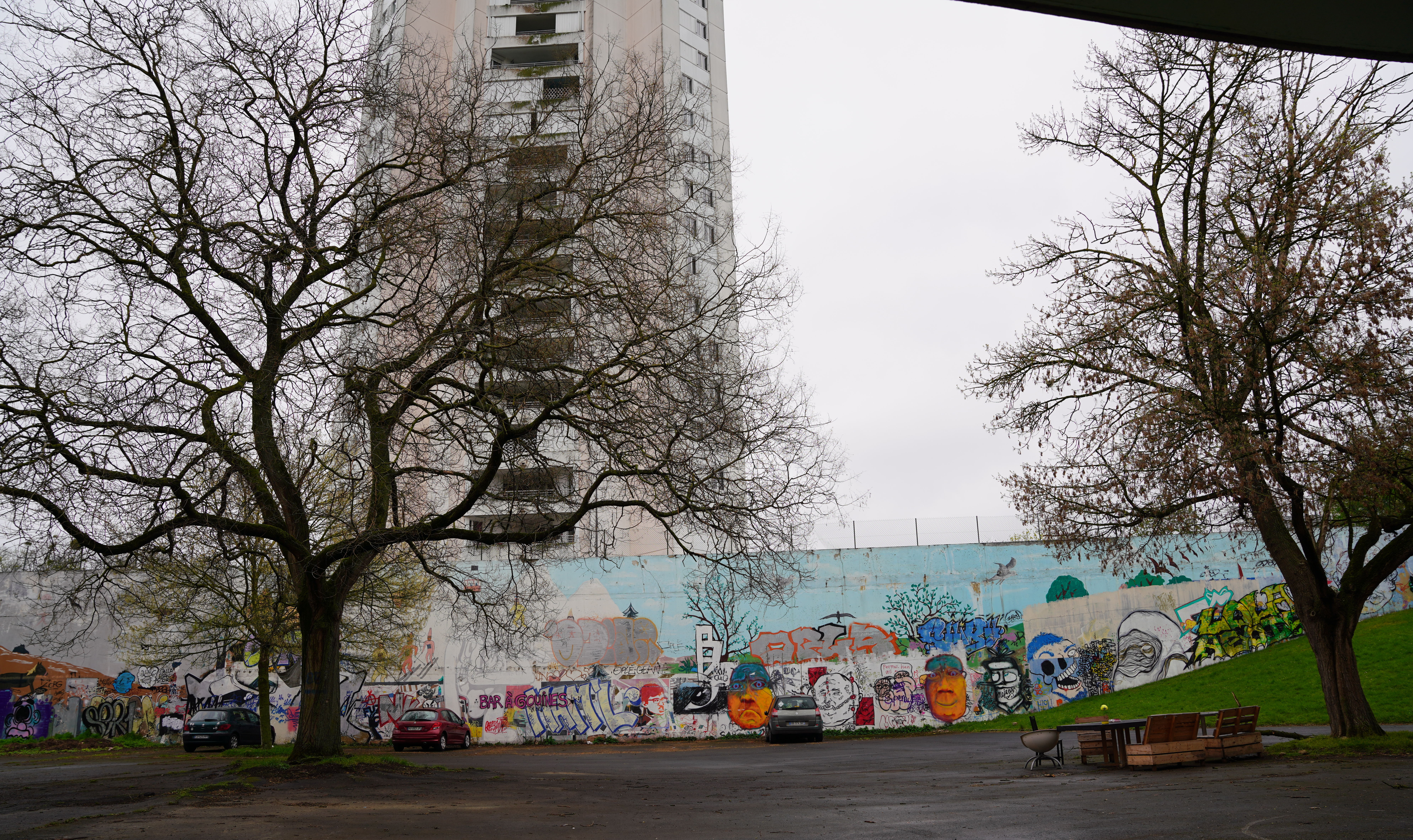
Cour du bâtiment boulevard Franchet d'Esperet.

### 1reannée
Une session de concours a lieu généralement en février. Elle se décompose en deux étapes : l’admissibilité avec un sujet à traiter en un weekend puis les épreuves d’admission composées d’une épreuve de dessin sur table, d’une épreuve de culture générale, d'un test d'anglais et d’un entretien avec un jury.
Conditions : 
- Être âgé de moins de 23 ans au 1er juillet de l'année en cours ;
- Être titulaire d’un baccalauréat ou d’un diplôme équivalent au minimum - élève de terminale (admission sous réserve de l’obtention du baccalauréat).

### 2eet4eannéeDesign Objet, Art, Design Graphique et Numérique
Une session est proposée pour chaque niveau sous forme d’admission par dossier de candidature et entretien avec un jury. Les niveaux concernés sont : 2e année Art, 2e année Design graphique, 2e année Design objet, 4e année Art, 4e année Design graphique/numérique, 4e année Design objet/espace et 4e année design culinaire.

### Conditions

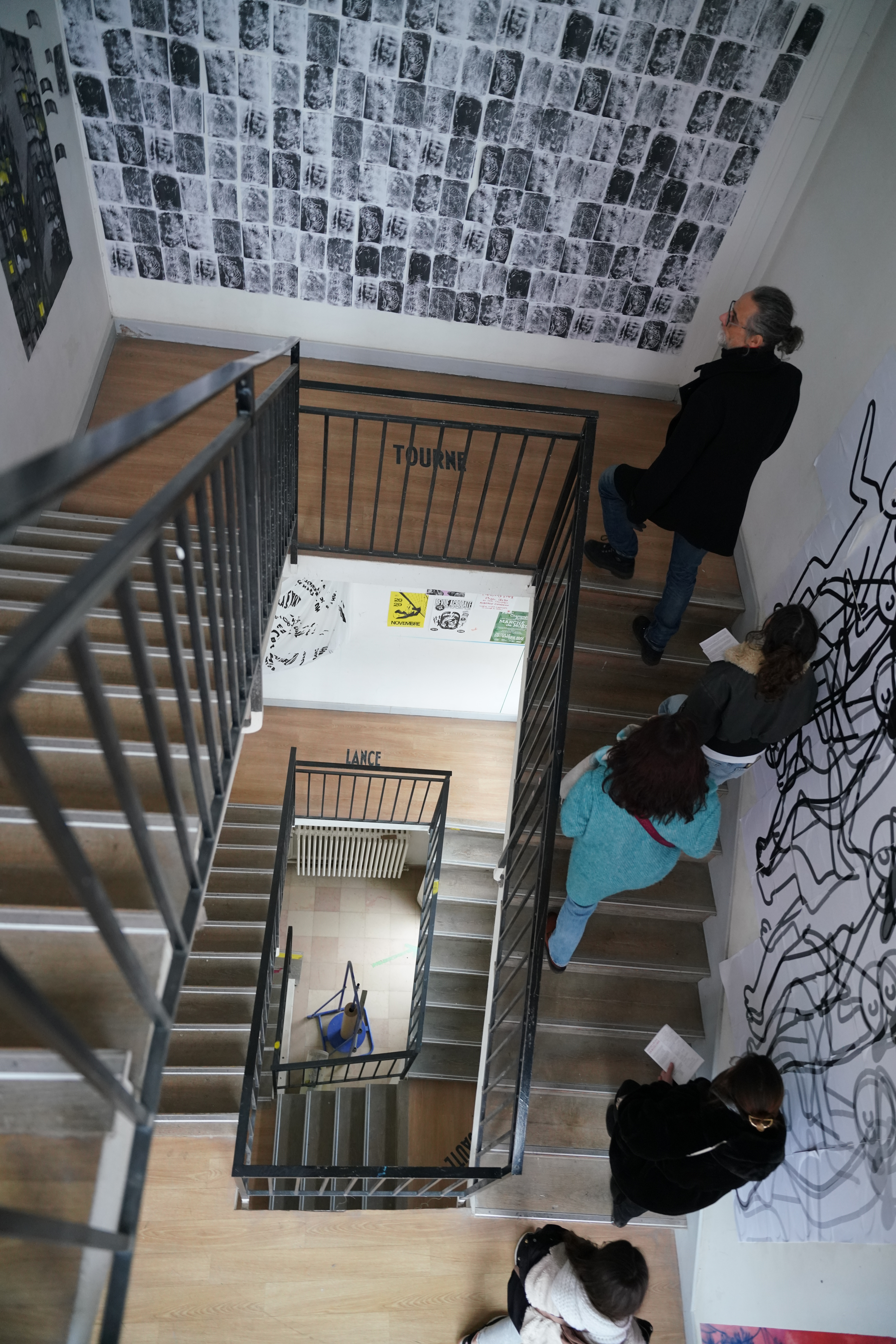
Intérieur du bâtiment.

- Être âgé de moins de 25 ans au 1er août de l'année en cours
- Pour une entrée en 2e année : avoir suivi une formation supérieure artistique (1 an minimum si formation validée par le Ministère de la Culture, 2 ans minimum dans les autres cas)
- Pour une entrée en 4e année : avoir suivi une formation supérieure artistique bac+3 minimum (DNAP, DSAA, Licence, Master 1...)

## Formation Supérieure en Design Culinaire

### Objectifs de la formation
- Formation supérieure à temps complet destinée aux jeunes designers, artistes et chercheurs souhaitant se spécialiser et aux professionnels du culinaire souhaitant développer une approche du design. C’est une année de pratique et de rencontres, constituée d’ateliers ciblés, d’immersion professionnelle, de visites, et d’apports théoriques spécialisés, grâce aux multiples partenaires: Ferrandi-École française de gastronomie, Équipe Alimentation de l’Université de Tours, lycée hôtelier Gustave Eiffel, partenaires de l’industrie agro-alimentaire, réseau français des designers culinaires. Elle est placée sous la direction artistique de Germain Bourré.
- Débouchés : designer indépendant, designer intégré dans l'industrie-agroalimentaire ou le monde de la cuisine, concepteur d'événement, etc. Cette formation s'appuie l'expérience de plus de douze ans de l'ESAD de Reims dans ce domaine de recherche, ses nombreux partenaires privés et publics,  ainsi qu'une équipe pédagogique spécialisée. C'est un laboratoire de création et un incubateur de projets.

Théorie, recherche et pratique composent un programme dense de 9 mois :
- histoire de l'alimentation, sociologie et anthropologie du goût ;
- gastronomie, haute cuisine, industrie agro-alimentaire ;
- workshops, événements, recherche appliquée.

Les étudiants mènent de front un projet personnel long avec des workshops, des séminaires, des cours théoriques et des sessions d'immersion en milieu professionnel. Le cursus s'appuie sur une équipe pédagogique spécialisée et un double partenariat :
- Universitaire, avec l'Équipe Alimentation de l'Université François Rabelais de Tours et le laboratoire d'Ethnoscénologie de l'Université Paris 8 / Maison des Sciences de l'Homme Paris Nord.
- Pratique, avec Ferrandi, l'École française de gastronomie (Paris) et le lycée Gustave Eiffel (Reims).

Cette orientation permet d'articuler une recherche appliquée et une recherche fondamentale dans de nombreux projets allant de l'événementiel à la publication.

### Partenaires recherche
- Jean-Pierre Williot, professeur d'histoire, directeur de L'Équipe Alimentation (LEA) à l'Université de Tours
- Marc de Ferrière, professeur d'histoire et président de l'Institut Européen d'Histoire et Cultures de l'Alimentation (IEHCA -Tours)
- Jean-Marie Pradier, professeur émérite d'ethnoscénologie, Université Paris 8 (MSH Paris Nord)

### Partenaires privés et publics
Les partenaires privés cofinancent les bourses de recherche pour les étudiants ; ils apportent leur expertise et leurs cahiers des charges, dans le cadre des projets en partenariat. On peut citer parmi les partenaires de l'ESAD de Reims : TOTAL, le Salon International de l'Alimentation SIAL Paris, Kraft, Eurogerm, SAFI, Vilmorin, Seb, le CNIEL, le CIV, Veuve Clicquot-Ponsardin, Rungis, Danone, Quick, Boncolac, Les Grandes Tables, Les Crayères...
Les partenaires culturels et académiques sont impliqués dans cette formation comme lieux d'ouverture artistique et culturelle, et de diffusion publique des recherches. Il s'agit principalement du Manège de Reims, Scène Nationale, de la Comédie de Reims, Centre Dramatique National, de l'Escola Superior du Artes e Design - Caldas da Rainha (Portugal), l'Alliance Française de Bombay (Inde), Réseaux des Alliances Françaises en Amérique Centrale, Institut Français...
La formation est validée par un certificat « post-diplôme en design culinaire » délivré par l'Établissement Public ESAD de Reims, dûment habilité par le Ministère de la Culture et de la Communication.
Recrutement et niveau : 10 étudiants maximum. La formation est validée par un certificat de « Formation Supérieure en design culinaire » délivré par l'Établissement Public ESAD de Reims, dûment habilité par le Ministère de la Culture et de la Communication. DNSEP, master, DSAA ou équivalent professionnel.

## Membres des Beaux-Art de Reims/École supérieure d'art et de design de Reims

### Anciens directeurs
- Paul Dubois
- Martin Hubrecht
- Edmond Chauvet

### Anciens étudiants
- Arnaud d'Hauterives, peintre
- Henri Heidsieck, animateur et réalisateur de films d'animation français
- Delphine Huguet, artiste
- Corinne Vignon, députée
- Emilie Vast, illustratrice
- Pierre Martin, architecte
- Ferréol Babin, designer français

### Anciens professeurs
- Charles Auffret (1929,2001), sculpteur.
- Isabelle Charlier (1895-1974) artiste peintre.
- Léopold Kretz (1907-1990), statuaire, dessinateur et peintre.
- Léon Margotin (1859-1937), architecte.
- François Gentilini (1930 -) artiste peintre

## Publications
- Datalogie, formes et imaginaire du numérique, (dir.) Olaf Avenati et Pierre-Antoine Chardel, Éditions Loco, 2016
- La Réappropriation en art : malheurs du droit d’auteur et puissances du faux à l’ère de l’Opensource, co-édition Les Epure, 2016
- Spectaculinaire, co-édition Manège de Reims, 2015
- Deleuze entre Art et Philosophie, co-édition Les Epure, 2013
- Les quatre cent goûts. Design, cuisine et geste, Actes du colloque, 2011
- L’Œil  et l’Esprit – Merleau-Ponty entre art et philosophie, co-édition Les Epure, 2010
- Catalogue de l’Atelier de Design Culinaire – Paysages Alimentaires, 2010
- Catalogues de l’Atelier de Design Culinaire – Produit Laitiers et Épicerie Fine, 2008